# Старкведер (Северна Дакота)
Старкведер (енгл. Starkweather) град је у америчкој савезној држави Северна Дакота.

## Демографија
По попису из 2010. године број становника је 117, што је 40 (-25,5%) становника мање него 2000. године.
| Група             | 2000.       | 2010.      |
| Белци             | 155 (98,7%) | 99 (84,6%) |
| Афроамериканци    | 0 (0,0%)    | 0 (0,0%)   |
| Азијати           | 0 (0,0%)    | 0 (0,0%)   |
| Хиспаноамериканци | 1 (0,6%)    | 4 (3,4%)   |
| Укупно            | 157         | 117        |